# Cornelius Petersen (1882-1935)
 For alternative betydninger, se Cornelius Petersen. (Se også artikler, som begynder med Cornelius Petersen)
Cornelius Petersen (født 6. september 1882, død 25. maj 1935) var en dansk-frisisk bondefører og grundlægger af Selvstyrepartiet.